# 밀워키 프로토콜
밀워키 프로토콜(영어: Milwaukee protocol)은 광견병에 감염된 사람을 치료하기 위한 실험적인 치료방법이다. 이 치료법에서는 환자를 화학적인 방법을 통해 인위적으로 혼수상태에 빠뜨린 다음 항 바이러스 약물을 사용한다. 이 치료법은 광견병 환자 제나 기즈에 사용했던 치료법에 의거해 위스콘신 의과 대학 의사인 로드니 윌로우바이가 개발하고 이름을 붙였다. 위스콘신 출신의 청소년이었던 제나 기즈는, 광견병이 이미 발병하여 백신의 도움을 받을 수 없는 상태에서 병을 극복하고 살아남은 단 세 사람 중 첫 번째 사람이다.

## 경과

### 감염
2004년 9월 12일, 미국의 성모 마리아 스프링스 고등학교의 학생이었던 제나 기즈(당시 15세)는 자신의 고향 위스콘신 근처의 교회에 가다가 박쥐를 잡았다. 이 과정에서 박쥐가 검지를 살짝 물게 되었고, 과산화 수소로 치료를 받았다. 가족들은 이 사고에 대해 더 이상 신경을 쓰지 않았으나, 37일 후에 제나의 신경계에서 이상 증상이 발생하기 시작했다. 이후 성 아그네스 병원에 입원했을 때에는, 섭씨 39도에 달하는 열과 다시증(하나의 물체가 두 개로 보이는 현상) 증상이 발견되었으며, 횡설수설하고 왼팔을 물어뜯는 등 이상행동이 나타났다. 증상이 나타나기 전까지 치료를 받지 않은 상태였고 입원 당시 이미 백신으로 치료할 수 있는 시기를 넘긴 상태였다. 통상적인 치료에 반응이 없었고, 일반 병원체 검사에서도 음성이 나왔다. 증상이 악화되어 가자, 제나 기즈의 어머니는 제나가 박쥐에 물렸던 사실을 언급했고, 제나는 곧 광견병 검사를 받았으며 윌로우바이 박사가 있는 위스콘신 주의 와우와토사 시에 있는 위스콘신 어린이 병원으로 후송되었다. 얼마 후 미국 CDC의 검사에 의해 광견병 감염이 확인되었다.

### 인위적 혼수상태 요법
의학사에 의하면 광견병으로 인한 죽음의 대부분은 일시적인 뇌의 기능장애가 원인이었으며, 이것은 뇌 자체에는 거의 손상을 입히지 않는다. 이런 정보를 바탕으로, 윌로우바이의 연구팀은 광견병 치료를 위한 실험적인 방법을 만들어냈다. 제나의 부모는 제나가 이 실험을 통해 치료를 받는 데에 동의하였다. 윌로우바이는 제나를 인위적인 혼수상태에 빠뜨리고자 했으며, 이것은 제나의 뇌를 보호하기 위해서였다. 연구팀은 제나가 혼수상태에 빠져있는 동안 체내의 면역 체계가 광견병 바이러스에 대한 항체를 스스로 생성시킬 수 있을 만큼 제나가 오래 생존해주길 기대하였다. 제나에게는 케타민, 미다졸람, 페노바르비탈 등을 투여하여 뇌 활동을 억제했으며, 광견병에 대한 항체가 면역체계를 통해 생성되기를 기다리며 리바비린, 아만타딘 등의 항바이러스제를 투여하였다. 6일 후, 제나의 면역체계 동작이 확실히 진행되는 것으로 나타나자 인위적인 혼수상태를 중단시켰다.

### 치료 이후
병원에 들어온 후 31일이 지나자, 제나는 자신의 신체에서 광견병 바이러스가 사라졌다고 공식적으로 인정받았으며, 격리 병동에서도 나올 수 있었다. 제나가 겪었을 수도 있는 뇌 손상에 대한 염려가 있었지만, 약간의 장애를 겪은 뒤에는 광견병 발병 및 치료 과정이 그녀의 인지능력에 거의 영향을 미치지 않은 것으로 추측되었다. 제나는 수 주간에 걸친 회복요법을 마친 후 2005년 1월 1일 퇴원하였다. 동년 초에 혼자서 다시 걸을 수 있게 되었고, 학교에 복귀했으며, 자동차 운전을 시작하였다. 미네소타 소재 비영리 의학 재단인 마요 클리닉의 신경과 의사 케네스 맥은, 제나가 대학에 입학하자 그녀의 상태에 대해 "놀랍도록 잘 회복되었다"며 더 나아질 수 있다고 평하였다.

## 관련 논쟁
위와 같은 방식으로 제나를 생존케 만든 밀워키 프로토콜은 아직 논란의 대상이다. 치료법 자체는 계획한 대로 잘 진행된 것으로 생각되기는 하나, 당시 제나를 담당했던 의사들은 제나가 어떤 특별히 약화된 형태의 바이러스에 감염된 것이 아닐까 생각하기도 한다. 또는, 뇌로부터 매우 먼 곳을 물린 덕에 그녀의 특이하게 강한 면역체계가 바이러스를 제압할 만한 충분한 시간을 번 것이 아닐까 여기기도 한다. 한편 제나를 물었던 박쥐는 회수가 되지 않았기 때문에 검사를 할 수 없었다.

## 치료 방법의 개선
제나에 적용되었던 치료방법은 다른 환자들에게 적용하면서 변화하였다. (두 번째 버전은 리바비린의 투여가 생략되었다.) 첫 번째 방법을 통해서는 25명의 환자중 두 명이 생존했으며, 이후 10명의 환자들에게 개정된 프로토콜을 적용하였고 역시 두 명이 생존하였다.